# Chloropoea epigea
Chloropoea epigea är en fjärilsart som beskrevs av Butler 1874. Chloropoea epigea ingår i släktet Chloropoea och familjen praktfjärilar. Inga underarter finns listade i Catalogue of Life.